# Église Saint-Martin de Cortiambles
L'église Saint-Martin de Cortiambles est une église située sur le territoire de la commune de Givry dans le département français de Saône-et-Loire et la région Bourgogne-Franche-Comté.

## Historique
Elle fait l'objet d'une inscription au titre des monuments historiques depuis le 19 mars 1941.
5 mars 1997 : signature entre les propriétaires de l'église de Cortiambles et la municipalité de Givry d'un bail emphytéotique (de 99 ans) confiant la gestion de cet édifice à la commune.

## Valorisation du patrimoine
L'Association de sauvegarde de l'église de Cortiambles (ASDEC) est créée en juin 1977. D'importants travaux de restauration, conduits avec le concours de l'association Tremplin, notamment dans le but de restaurer le clocher, sont réalisés.